# أي إم سي (إفريقيا والشرق الأوسط)
أي إم سي أفريقيا والشرق الأوسط هي قناة تلفزيونية مدفوعة مقرها أوروبا أطلقتها شبكات أي إم سي الدولية في إفريقيا والعالم العربي. استبدلت أي إم سي قناة إم جي إم في 1 ديسمبر 2014. تعتبر الأعمال الدرامية التي أنتجتها أي إم سي مثل هالت آند كاتش فاير وذا ديفايد من بين المسلسلات الأصلية الأولى التي عُرضت على القناة. تبث القناة أيضًا أفلامًا من إم جي إم، استديوهات يونيفرسال، باراماونت يتكتشرز، ديزني (تونتيث سينشري ستديوز) و سوني بيكتشرز.
في 1 أغسطس 2016، توقفت أي إم سي عن البث على أو إس إن وانتقلت إلى بي إن في العالم العربي.

## برمجة
- فورث آند لاود
- بريكنغ باد
- فارغو
- فير ذا واكينغ ديد
- هالت آند كاتش فاير
- أفضل مديري أفلام هوليود
- ماد مين
- تصحيح
- ذا ديفايد
- ذا نايت مانجر